# Bagai
Bagai (en rus: Вагай) és un poble de l'óblast de Tiumén, a Rússia. El 2021 tenia 3.185 habitants.